# Orsinome elberti
Orsinome elberti är en spindelart som beskrevs av Embrik Strand 1911. Orsinome elberti ingår i släktet Orsinome och familjen käkspindlar. Inga underarter finns listade i Catalogue of Life.